# 吉本裕介
吉本裕介（よしもと ゆうすけ、1987年5月20日- ）は日本の俳優。北海道出身。血液型B型。以前はSRプロダクションに所属していた。

## 人物・来歴
趣味：自転車旅行、写真撮影、動画編集、キャンプ、ツーリング、声マネ
特技：スピードスケート、陸上競技、瞬間記憶
保有資格：普通自動車免許、大型自動二輪免許、漢字検定準2級、英語検定3級、歴史能力検定基本4級

## 出演
出典:

### 映画
『2021年』
- 「マスカレード・ナイト」捜査官役／鈴木雅之監督

『2020年』
- 「サイレント・トーキョー」刑事2役/波多野貴文監督

『～2012年』
- 「主人公はテレビの中へ」高島役/前田万吉監督
- 「SAKURA桜」砂羽道夫役/ヨリコジュン監督

### ドラマ
『2023年』
- NHK「テレビとはあついものなり～放送70年 TV創世記～」社員B役
- EX「警視庁アウトサイダー」9話　刑事役／レギュラー

『2022年』
- WOWOW「ダブル」1話　劇団員役
- NHK「東京ブラックホールIII 1989-1990 魅惑と罪のバブルの宮殿」ディスコ店員役

『2021年』
- EX「和田家の男たち」バズとび社員役／レギュラー
- EX「西村京太郎サスペンス　鉄道捜査官19」ツアー参加カップル男役

『2020年』
- TBS「恋する母たち」コジカフーズレギュラー社員役／レギュラー

『2019年』
- AbemaTV「奪い愛、夏」広報部員D役／レギュラー
- FOD「インディゴの気分」1話　葬式参列者役

### TV（情報バラエティなど）
- TBS「中居正広の金曜日のスマイルたちへ」島崎和歌子再現　ディレクター役
- NTV「踊る！さんま御殿!!」尻軽ネタ　夫役
- TBS「THE鬼タイジ～鬼病院占拠～」再現ドラマ　会社員役
- NTV「ザ！世界仰天ニュース」仰天チェンジネタ　野球部役
- TBS「有田プレビュールーム」SnowManvs女芸人演技対決ネタ　鑑識役
- TX「ソレダメ！」生活に役立つ連発ネタのコーナー
- NTV「行列のできる法律相談所」矢本悠馬再現　マネージャー役
- TBS「中居正広の金曜日のスマイルたちへ」ペコパ再現　お笑い芸人役
- NTV「ダウンタウンのガキの使いやあらへんで！」ほほほい！を振り返る篇　マネージャー役
- CX「その時、裁判官は言った」ハイジャック再現　裁判官A役
- NTV「幸せ！ボンビーガール」3時のヒロイン再現　タイ料理屋店長役
- CX「日曜THEリアル！・緊急捜査！トラブルSOS　結婚をエサに女性をダマす男は許さないSP」婚活男性役
- NTV「幸せ！ボンビーガール」蛍原徹再現　マネージャー役
- YouTube「みんなのアルバイト」ゲスト出演
- NTV「幸せ！ボンビーガール」キムラ緑子再現　中華料理屋の店長役
- NTV「THE突破ファイル」闇カジノ篇　闇カジノ店長
- NTV「行列のできる法律相談所」北村弁護士再現　警官役
- NTV「行列のできる法律相談所」元木大介再現　読売ジャイアンツ選手役
- TBS「親のおカネ、子知らず」純烈 酒井一圭役
- NTV「幸せ！ボンビーガール」南野陽子再現　父役
- NTV「行列のできる法律相談所」山口紗弥加再現　現場スタッフ
- TBS「クイズTHE違和感」同僚教師役
- NTV「行列のできる法律相談所」佳久創再現　保護者役
- NTV「幸せ！ボンビーガール」須田亜香里再現　マネージャー生役
- NTV「幸せ！ボンビーガール」山下真司再現　文学座の講師役
- NHK「東京大停電に備えよ」区職員役
- NTV「24時間テレビ　人と人～ともに新たな時代へ～」再現VTR　徳光和夫役
- TBS「坂上＆指原のつぶれない店」地元生産者役
- TBS「ニンゲン観察バラエティ モニタリング」仕掛人
- CX「その時、裁判官は言った」左陪席役
- NTV「幸せ！ボンビーガール」菅田将暉再現　コンテスト司会者役
- NTV「行列のできる法律相談所」吉岡里帆再現　共演者役
- EX「ザワつく!一茂良純時々ちさ子の会」再現VTR　居酒屋客
- NTV「幸せ！ボンビーガール」袴田吉彦再現　監督役
- NTV「幸せ！ボンビーガール」生瀬勝久再現　劇団員役
- NTV「行列のできる法律相談所」柳沢慎吾再現　番組スタッフ役
- CX「訂正させてください4」森昌子再現　刑事役
- NTV「行列のできる法律相談所」古市憲寿再現 友人役
- NTV「幸せ！ボンビーガール」神無月篇再現VTR　オーディション審査員役
- NTV「幸せ！ボンビーガール」保阪尚希篇再現VTR 父親役
- NTV「幸せ！ボンビーガール」森昌子再現VTR　芸能事務所のスタッフ役
- NTV「行列のできる法律相談所」SP62再現VTR　賀来賢人編 劇中ドラマの出演者役
- NTV「やり直して儲けた人」再現VTR お笑い芸人役他
- NTV「24時間テレビ41 愛は地球を救う」再現VTR徳光和夫役
- TBS「7時にあいましょう」再現VTR 番組スタッフ役

### ラジオ
- FM世田谷「CRC＋/パレニアルファクトリー」レギュラーパーソナリティ
- FM横浜「apra presents  Voice Planet★Radio」ゲスト（2025/7/22回）

### 広告（CM、スチール、WEB等）
- コトダマン×進撃の巨人コラボWEBCM「進撃の巨人検定」篇　自転車便役（2021年～）
- JTB　WEB　現代の父親役（2020年）

### 舞台
『2024年』
- キャンディプロジェクト 12.5回公演「星の王子とうたかたの日々」B星組 ニコラ役 池袋シアターグリーン BOX in BOX THEATER

『2021年』
- 木村ひさし総監修「シーボルト父子伝～蒼い目のサムライ～」佐野常民役  築地ブディストホール

『2018年』
- 時代絵巻AsH 特別公演「水沫～うたかた～」平宗盛役　池袋シアターグリーン BOX in BOX THEATER
- 劇団空感演人プロデュース「春一番の吹くころに」千崎康夫役（主演）　両国Air studio

『2017年』
- 劇団空感演人プロデュース「THE WORLD'S END～遠くて近い場所に～」竹内英治役　両国Air studio

『2016年』
- 時代絵巻AsH 特別公演「白瓊 ～しらぬい～」：梶原平馬役 池袋シアターグリーン BOX in BOX THEATER

『2014年』
- 劇団キンキン塾15周年記念公演「ロミオとジューリエット」：アンサンブル 中目黒キンケロシアター

『2013年』
- 「anarchist」大陰間守役　新宿アシベ会館B1
- 時代絵巻AsH其の弐「紅月～あかつき～」ジョン万次郎・町人役　ワーサルシアター
- 劇団風来ズVol.5「恋は慎重に」精神科医・男1役　シアター風姿花伝
- 時代絵巻AsH其の参「白瓊～しらぬい～」梶原平馬役　荻窪小劇場

『2012年』
- ドラムスKO！第6弾「PLANTNET」大木有人役　浅草橋アドリブ小劇場

『2010年』
- 「Justices～紅蓮の果てに継し者　改訂版～」李銘役　TACCS1179